# Ула Нилсон
Ула Нилсон (на английски: Ola Nilsson) е шведски писател на произведения в жанра драма.

## Биография и творчество
Ула Нилсон е роден през 1972 г. в Кируна, Швеция. Прекарва ученическите си години в село Хамердал в провинция Емтланд. След дипломирането си работи като писател и преводач в областта на природата и културата.
Дебютира през 2005 г. със сборника си с разкази „Prosa åren 1995–2005“, който е добре приет от критиката. Първият му роман „Nattbete“ е публикуван през 2007 г.
През 2010 г. е издаден романа му „Кучетата“ от поредицата „Хамердал“. Той представя историята на различни семейства от Хамердал и тяхната зависимост от алкохола. Романът е отличен с наградата „Норланд“.
Ула Нилсон живее със семейството си в Гьотеборг.

## Произведения

### Самостоятелни романи
- Nattbete (2007)
- Isidor och Paula (2015) – награда на „Свенска дагбладет“

### Серия „Хамердал“ (Hammerdal)
1. Hundarna (2010) – награда „Норланд“
Кучетата, изд.: ИК „ЕРА“, София (2017), прев. Цвета Добрева
2. Änglarna (2011)
3. Kärleken gömmer minnet (2012)

### Сборници
- Prosa åren 1995 – 2005 (2005)